# Lista de personagens de Code Geass - Lelouch of the Rebellion
Lista de personagens do anime Code Geass - Lelouch of the Rebellion.

## Personagens principais

### Lelouch Lamperouge

Lelouch Lamperouge

Lelouch Lamperouge (ルルーシュ・ランペルージ, Rurūshu Ranperūji), o personagem principal e protagonista do anime. Aparentemente um simples estudante de 17 anos na Academia Ashford, Lelouch Lamperouge, apelidado de Lulu (ルル, Ruru) por seus amigos, é de fato o filho do Imperador da Britania e também da Imperatriz Marianne e um membro da Família Imperial Britânica. Seu nome real é Lelouch Vi Britannia (ルルーシュ・ヴィ・ブリタニア, Rurūshu Vi Buritania?) e ele foi o Príncipe dos Eleven e 17º na linhagem para suceder o trono, antes do incidente que matou sua mãe e deixou sua irmã inválida. Em um incidente, ele ganhou o poder do Geass e iniciou em sua busca de destruir Britania através do codinome, Zero. No mesmo tempo, Lelouch tenta fazer um lugar onde não há ódio ou conflitos para que sua irmã Nunnally (pronuncia-se "Nanali") antes que ela seja capaz de enxergar novamente. O seu Geass lhe permite dar uma única ordem independente de qual seja será obedecida. Na versão do manga, The Nighmare of Nunnally, seu Geass lhe deu um poder diferente. Adquire uma armadura negra, lhe dando invulnerabilidade, e poderes que lhe permitiram lutar contra Suzaku em seu Lancelot sem estar dentro de um Knightmare. Cria também a sociedade dos cavaleiros negros e usa para o mesmo propósito, tornar um mundo melhor para sua irmã, sob a identidade de Zero.

### Suzaku Kururugi

Suzaku Kururugi

Suzaku Kururugi (枢木 スザク, Kururugi Suzaku), amigo de infância de Lelouch e filho do último primeiro-ministro do Japão.[carece de fontes?] No 29° Grand Prix, ficou em sexto lugar com 143 votos, em seguida, 19° e 13°, respectivamente, nos dois anos seguintes. Em 2007, no Seiyū Awards, Takahiro Sakurai foi o concorrente na categoria "Melhores Atores Coadjuvantes" por sua interpretação de Suzaku, mas perdeu para Akira Ishida e Kouki Miyata.
A recepção crítica de Suzaku foi principalmente positiva. Bamboo Dong do Anime News Network considerou Suzaku como um personagem simpático, contrastando o seu papel e personalidade com a de Lelouch. Kevin Couros do mesmo site concordou com Dong, como Suzaku era um "contrapeso do alter ego de Lelouch, devido à forma como ele não queria a violência". Além disso, DF Smith do site IGN descreveu Suzaku como uma "contraparte" de Lelouch, e também deu louvor à amizade que os dois compartilhavam. Ao rever um episódio da série, Ramsey Isler achou cômico e decepcionante como Suzaku foi forçado a permanecer na escola por horas extras tendo acabado por ter de realizar uma missão altamente perigosa. O confronto contra Lelouch no final da primeira temporada do anime foi elogiado principalmente por causa da mentalidade de Suzaku e seus sentimentos a respeito da identidade de Zero que ele confessa que negava a aceitar tal revelação.

### C.C.

C.C.

C.C.(シー・ツー, Shī Tsū), uma misteriosa garota de cabelo verde que entregou o poder de Geass para Lelouch sob a condição de ele realizar o maior desejo dela.[carece de fontes?] No 29° Anime Grand Prix, a personagem C.C. foi premiada com o terceiro lugar, em seguida, no primeiro lugar nos dois anos seguintes. Ela foi escolhida a personagem feminina mais popular de 2007 na revista Animage do Anime Grand Prix.

### Nunnally Lamperouge
Nunnally Lamperouge (ナナリー・ランペルージ, Nanarī Ranperūji) é irmã mais nova de Lelouch. Machucada quando sua mãe Marianne's foi brutalmente assassinada, ela anda em uma cadeira de rodas e ainda sentindo um trauma psicológico. Após o seu regresso à Família Imperial na segunda temporada, ela reassumiu seu nome de nascimento, Nunnally vi Britannia (ナナリー・ヴィ・ブリタニア, Nanarī vi Buritania), e pedindo em seu próprio nome declarar-se Vice-Rei da Área 11. E também é em seu nome que Lelouch prossegue a destruição da Britania e da criação de um mundo pacífico.

## A Ordem dos Cavaleiros Negros
A Ordem dos Cavaleiros Negros (黒の騎士団, Kuro no Kishidan) ou simplesmente os Cavaleiros Negros, é um grupo de revolucionários criados por Lelouch em sua campanha para destruir Britania. Ele introduz esse grupo para o mundo como uma organização que protege quem não tem poder e quem precisa ter. Sobre essa liderança os Cavaleiros Negros crescem em força rapidamente, começando uma rivalidade armada contra o Exército da Britania. No fim da primeira temporada, Lelouch declara a formação dos Estados Unidos do Japão como uma nação aceitável e tolerante quando algum e todos pode se refugiar.

### Membros do grupo original de Ougi

#### Kallen Stadtfeld
Kallen Stadtfeld (カレン・シュタットフェルト, Karen Shutattoferuto), uma menina mestiça (meio japonesa, meio Britânica), que no fundo acredita ser uma japonesa no coração e prefere ser chamada por seu nome de nascimento, Karen Kõzuki. É a atual líder do esquadrão particular de Zero, da Ordem dos Cavaleiros Negros, e é uma das mais talentosas pilotos de Knightmare Frame. Vem de uma família prestigiosa da Britania e estuda na academia de Ashford, onde é um membro de seu conselho do estudante, mesmo que sua vida dupla atrapalhe bastante em sua vida escolar.

#### Kaname Ougi
Kaname Ougi (扇 要, Ōgi Kaname) é o líder do original grupo de resistência. Ele pegou a liderança após a morte do irmão mais velho de Kallen, Naoto Kōzuki (紅月ナオト, Kōzuki Naoto), deixando tudo para ser feito. Ele é um pouco reservado e carece de autoconfiança, muitas vezes, questionando a sua capacidade de liderar. Entretanto, ele é bastante perspicaz, reconhecendo as intenções de Zero e até mesmo a um grau de deduzir algumas das coisas que ele mantém segredo, a partir da organização.
Kaname caiu na liderança do grupo de resistência através de Zero depois Zero provar para ele mesmo que é mais competente e efetivo no comando. Quando Zero reorganizou os Cavaleiros Negros, ele apontou Ougi como vice no comando.

#### Shinichirō Tamaki
Shinichirō Tamaki (玉城 真一郎, Tamaki Shin'ichirō) é o líder do Segundo Esquadrão Especial dos Cavaleiros Negros. Ele é uma pessoa cabeça-quente e cuidadosa, rápido para alegrar a outros quando não esta lutando mas impulsivo quando está na frente de batalha. Ele pilota um comum Knightmare durante as batalhas. Nas estatísticas de Lelouch para os membros do núcleo dos Cavaleiros Negros, Tamaki fez um de 40 de 400. O score foi baseado na inteligência, habilidade em combate, carisma e fidelidade, todos os 4 que tiveram 10 de 100. De outra forma, os outros membros listados tiveram um score entre 200. Com a exceção de Diethard, Kaguya e Rakshata, que não são combatentes e daí ter um zero na luta contra a habilidade, nem um outro membro teve baixo score na categoria.

### Pessoas de formação Britanniana

#### Diethard Ried
Diethard Reid (ディートハルト・リート, Dītoharuto Rīto) é um chefe da informação, espionagem, e relações públicas dos Cavaleiros Negros. Uma graduação na Universidade Imperial Britânica Central de Faculdade de Mentira, Diethard é um produtor e membro de uma emissora de tv na Hi-TV. Depois da aparição de Zero e o anúncio de seus objetivos, Diethard entrou para os Cavaleiros Negros, desejando vitimar e documentar a trajetória de Zero para destruir a Britania e colocando regras no mundo. Assim como Kallen Stadtfeld, ele mostra total fidelidade a Zero, quem ele vê uma fonte de inspiração. Ele demonstra despreza pela Família Imperial Britânica e seus ajudantes, na ocasião de comentar a Rakshata Chawla que "Britania é um produto acabado" e que ele quer fazer parte de algo novo.

#### Rakshata Chawla
Rakshata Chawla (ラクシャータ・チャウラー, Rakushāta Chaurā) é uma cientista indiana e uma das chefes dos Cavaleiros Negros na pesquisa e desenvolvimento. Ela tem uma experiência extensiva em cibernética, e parece ter sido do mesmo tempo de Academia que Lloyd Asplund e Cecile Cromey. Não se é encontrado nada falando de Rakshata no passado, mas ela é conhecida como uma pessoa que estudou no Instituto Imperial Colchester. Ela é aficionada no que se refere a criação de tecnologias como uma criança e prega peças com muita atenção. Ela nunca é vista sem seu charuto, e é frequentemente vista em um sofá quando não está a trabalhando (uma vez que foi instalada uma central de operações dos Cavaleiros Negros, a Ikaruga).

### Membros da Frente de Libertação Japonesa

#### Kyōshirō Tōdō
Kyoshiro Tohdoh (藤堂 鏡志朗, Tōdō Kyōshirō) é um dos chefes de operações do Cavaleiros Negros. Esse é um general reconhecido e um lutador extremamente talentoso. Ele ganhou o apelido de Tohdoh de Milagres (奇跡の藤堂, Kiseki no Tōdō) pela sua simples destruição de interromper o Império durante a invasão ao Japão, sem o uso de Knightmare Frames. Esse evento mais tarde foi conhecido como o Milagre de Itsukushima. Ele foi um jovem instrutor para Suzaku Kururugi, e é um dos muitos japoneses que alcançam seus ideais. Tohdoh as vezes usa uma katana do seu lado. Como Kaname, ele permanece ao lado de Zero depois de sua captura durante a Revolução Negra, acreditando que Zero tinha uma boa razão para não informar sobre as tropas os seus planos.

#### Nagisa Chiba
Nagisa Chiba (千葉 凪沙, Chiba Nagisa) é uma membro solitária das 4 Espadas Sagradas. Nagisa é uma devotada seguidora de Tohdoh e é apaixonada por ele. Um ano depois da Revolução Negra, ela tenta convencer ele de abandonar Zero.

#### Shōgo Asahina
Shōgo Asahina (朝比奈 省悟, Asahina Shōgo) é um membro das 4 Espadas Sagradas. Ele veste óculos e tem uma cicatriz abaixo do lado direito do rosto. Ele é o líder do primeiro esquadrão dos Cavaleiros Negros.

#### Ryōga Senba
Ryōga Senba (仙波 崚河, Senba Ryōga) é um membro das 4 Espadas Sagradas. Ele é o mais velho e um veterano soldado. Ele é o líder do segundo esquadrão dos Cavaleiros Negros. Na segunda temporada, ele é morto por Gino durante um assalto ao aeroporto britânico. Suas últimas palavras foram que ele procurava viver para ver o Japão sendo livre.

#### Kōsetsu Urabe
Kōsetsu Urabe (卜部 巧雪, Urabe Kōsetsu) é um homem de cabelo azulado membro das 4 Espadas Sagradas. Ele é um dos oficiais importantes dos Cavaleiros Negros não-capturados pela Britania depois da Revolução Negra. Na segunda temporada ele lidera um ataque na Torre Babel para resgatar Zero e sacrificar-se para que Zero escape a tempo.

### Base de Kyoto

#### Kaguya Sumeragi
Kaguya Sumeragi (皇 神楽耶, Sumeragi Kaguya) é uma jovem chefe da base Dos Cavaleiros Leororofofivj de Kyoto, e um ajudante dos Cavaleiros Negros. A despeito de sua idade e físico, ela possui uma vontade forte e é muito influente entre as Bases. Kaguya tem admirado Zero desde sua estreia, e deseja ter ele em casamento. Ninguém diz contrariamente dela, incluindo a sugestão que Zero pode ter dormido com outra mulher, ela responde a isso que "um verdadeiro herói adora prazeres físicos" e sugere que Kallen e C.C. formam o harém de Zero. Kaguya encontrou Lelouch e Nunnally durante a infância no Santuário Kururugi, e é prima de Suzaku. Ela é a solitária membro da Base de Kyoto que seguiu a Revolução Negra, tendo que escapar para a Federação Chinesa depois que Zero retorna um ano mais tarde. Ela é chamada depois de Kaguya.

#### Taizou Kirihara
Taizō Kirihara (桐原 泰三, Kirihara Taizō) é o fundador das Indústrias Kirihara e líder da Base de Kyoto. Ele é um industrialista idoso que construiu a sua riqueza a partir da mineração de sakuradite. Durante a administração de Kururugi, ele usou sua considerável influência para ajudar o governo debaixo dos olhos de muita gente. Ele foi reconhecido como um traidor para os cidadãos japoneses depois da invasão Britânica para seu povo para a terrível consequência de colonização. Secretamente ele dirige um movimento de resistência sobre o governo colonial. Ele veio para saber de Lelouch e Nunnally quando ele foram viver no Santuário Kururugi, e, em conhecimento das circunstâncias da ascensão de Lelouch com a identidade de Zero, ele garante armas para os Cavaleiros Negros. Depois da Revolução Negra ele foi executado para ajudar os Cavaleiros Negros.

### Outros

#### Kizuna Kagesaki
Kizuna Kagesaki (影崎キズナ, Kagesaki Kizuna) é líder do terceiro esquadrão dos Cavaleiros Negros. Ele foi morto durante a batalha de Tokyo por Jeremiah Gottwald.

## Império Britanniano

### Família Imperial

#### Charles Zi Britannia - O Imperador da Britannia
Charles zi Britannia (シャルル・ジ・ブリタニア, Sharuru ji Buritania) é pai de Lelouch e o 98º Imperador do Império Britânico. Um proponente e forte Darwinista, ele vê a igualdade como um mal que tem de ser dissipado, e incentiva conflitos as classes e expansionismo militar a fim de manter a evolução e o progresso social. Ele tem 108 diferentes conselheiros. Ele é mais um que utiliza seus filhos para alcançar seus objetivos, então manda Lelouch e Nunnally para o Japão para socialização durante os conflitos sobre a sakuradite. Ele colocou seus filhos em importantes posições no Império para testar suas habilidades.
O imperador possui o poder do Geass, dado a ele por seu gêmeo fraternal V.V. Seu Geass permite a ele livremente para reprimir memórias e criar outras falsas através de contato visual. O mesmo processo permite a ele reprimir o poder do Geass de outra pessoa, mesmo que seja permanentemente ativo. Ele e V.V. estão trabalhando juntos para levar a guerra até os deuses. Quando Cornelia duvida a existência dos deuses, V.V. esclarece que estes deuses, ao contrário dos retratos mais tradicionais das divindades(asas, barbas longas, etc.), são aqueles que fazem com que os seres humanos lutem entre si. Eles tem construído a Espada de Akasha, uma estrutura de templo flutuante, como uma arma para destruí-los. General Bartley suspeita que as ações do Imperador causaram o fim do mundo.

#### Marianne Vi Britannia
Marianne vi Britannia (マリアンヌ・ヴィ・ブリタニア, Mariannu vi Buritania) é a quinta esposa do Imperador da Britania e a mãe de Lelouch e Nunnally. Seu nome novo, assumido por Lelouch, é Lamperouge. O apelido dela é "Marianne the Flash" por pilotar profissionalmente, tendo feito um teste para piloto do Ganymede Knightmare Frame com a ajuda da Ashford Foundation, tendo uma contribuição no desenvolvimento dos primeiros protótipos de Knightmare Frame. Ela foi assassinada no Palácio Imperial em pleno dia, provavelmente por terroristas, e os culpados nunca foram encontrados. A segurança do palácio é que convenceu Lelouch que o assassinato dela não foi um ato de terrorismo.
O Code Geass retratam Marianne como um doce de pessoa, uma mulher de bom coração com um espírito de rebeldia e protetora com seus filhos. Lelouch deu dois exemplos disto: em um ela montou em um cavalo dentro do hall do palácio e outro ela escolheu uma luta com as diversas esposas do Imperador de uma só vez. Em um flashback de um dos episódios, ela usa o Ganymede para intimidar um companheiro que tem molestado Lelouch e Nunnally — enquanto mantinha uma amizade.
Apesar de seu status como uma cavaleira da honra, Marianne causou inveja em outras esposas e nobres imperiais pelo nascimento, onde Lelouch suspeitou o motivo da morte dela. Entretanto, membros da Casa Imperial, como Clovis, Euphemia, Jeremiah (um dos primeiros seguranças dela), e em particular Cornelia, quem comandou a guarda pessoal de Marianne não discriminavam-na pelo seu sangue niponico pois a respeitavam e admiravam Marianne. Sob influência do Geass de Lelouch, Cornelia revela que Marianne tinha ordenado que sua guarda pessoal a deixasse no dia de seu ataque, implicando no que aconteceu. Seu assassinato resultou na desgraça da Ashford Foundation, outro motivo suspeito.

#### Schneizel El Britannia
Schneizel é o segundo príncipe da família imperial de Britania e Primeiro-Ministro da Britania. É uma pessoa fria, inteligente, é como diz Nunnally, é o úníco que pode derrotar Lelouch no xadrez.
Schineizel tem uma ambição ao trono de Imperador, mesmo seu pai, Charles sabendo. Ele também vai além, e está disposto a fazer qualquer sacríficio para obter seus objetivos.
Parece que só Schneizel, é o úníco que sabe oquê ocorreu no dia do ataque terrorista, que matou Marianne, mãe de Lelouch.

#### Clovis La Britannia
Clovis la Britannia (クロヴィス・ラ・ブリタニア, Kurovisu ra Buritania) é o Terceiro Principe da Família Imperial de Britania e Vice-rei da Área 11. Ele é tímido e narcisista, como também não é acostumado a fracassar. Ele e Lelouch frequentemente jogam xadrez desde quando crianças; apesar de consistente perda, Clovis viu Lelouch como um rival, e suas memórias do tempo passado na casa de campo imperial conduziram a modelar o complexo do governo após ele.
Clovis era aparentemente envolvido em pesquisas em C.C. e ele gostava dela, e temido que sua participação poderia tornar-se pública. Quando a cápsula onde estava C.C. foi roubada por guerreiros de resistência japonesa, atrás de um mistério que continha um gás venenoso, Clovis foi rápido para mandar erradicar a comunidade de Shinjuku para despistar seu projeto secreto. Uma vez Lelouch ganhado o poder do Geass, ele organiza a resistência para derrotar as forças de Clovis e confrontar seu irmão, matando depois de extrair uma pequena informação de Clovis sobre a morte de sua mãe. Clovis tem a distinção de ser o primeiro a reconhecer que Lelouch está vivo e o primeiro a transformar-se em uma vítima de sua vingança.
A mãe de Clovis é Gabriella la Britannia (ガブリエッラ・ラ・ブリタニア, Gaburierra Ra Buritania), quem sentiu psicologicamente depois da morte dele e passou a morar no Warrick Palace.

#### Cornelia Li Britannia
Cornelia li Britannia (コーネリア・リ・ブリタニア, Kōneria ri Buritania) é a segunda Princesa da Família Imperial de Britannia e General-Chefe da Frota Imperial. Extremamente habilidosa no combate de Knightmare Frame, ela estabeleceu regras Britânicas no Oriente Médio da Área 18 pouco antes da sua nomeação como Vice-Rei da Área 11, após a morte de Clovis. Ela tem uma forte desconfiança em relação aos estrangeiros, mesmo com status de Britânico Honorário, e prefere ganhar sem necessitar de ajuda. Embora ela seja decisiva e simples na maioria das situações, ela é super carinhosa com sua irmã Euphemia, tanto que ela prioriza a segurança de Euphemia para assim considerar sus objetivos finalizados. O Cavaleiro Pessoal dela é Gilbert G.P. Guilford, quem comanda os Calaveiros Glaston.
Depois de ter chegado na Área 11, Cornelia lançou uma campanha militar atrás de Zero e seus Cavaleiros Negros e outra facção rebelde, derrotando todos, principalmente os Cavaleiros Negros. Cornelia é machucada durante a Black Rebellion e desaparece da visão pública, deixando Britania no escuro sobre o seu destino. Na segunda temporada, ela foi desonesta em mandar localizar e expor o Geass Directorate, que irá apagar o nome de Euphemia. Ela junta forças com Bartley Asprius, que receia que os planos do Imperador possam causar o fim do mundo, e encontrar seu tio V.V.

#### Euphemia Li Britannia
Euphemia Li Britannia (ユーフェミア・リ・ブリタニア, Yūfemia ri Buritania) é meia-irmã de Lelouch e a Terceira Princesa da Família Imperial da Britania; ela se importa mais com Lelouch depois de sua irmã Nunnally. Ela tem um grande coração e uma cabeça-aberta que despreza qualquer conflito, sob qualquer forma.
Euphemia junta a sua irmã mais velha Cornelia e governam na Área 11, sendo a Sub-Vice-Rei. Ela desenvolve uma relação com Suzaku Kururugi, que suas opiniões parecem idênticas, e eventualmente aponta ele como seu Cavaleiro Pessoal. Mais tarde no final da primeira temporada, ela anuncia sua intenção de formar a Zona Especial Administrativa do Japão na região abaixo do Monte Fuji, dando aos japoneses seu nome e seu país de volta. Durante a cerimônia de administração, ela caiu acidentalmente na influência do Geass de Lelouch e sendo mandada para matar os cidadãos japoneses. Ela foi baleada por Zero para terminar o caos e as mortes por ela causada, espalhando a Black Rebellion. Mais tarde, foi revelada que Britania oficialmente declarou Euphemia responsável pelo massacre, e que ela foi impedida de ter o status real e executada pelo Exército da Britania seguidamente da rebelião. Isso foi chamado como o "Massacre da Princesa" (虐殺皇女, Gyakusatsu Koujo) para o público em geral.

### Militares da Britania e Pesquisa

#### Jeremiah Gottwald
Jeremiah Gottwald (ジェレミア・ゴットバルト Jeremia Gottobaruto) Um dos cavaleiros sob o comando de Clovis vi Britannia o falecido primeiro governador da Área 11 e também ex-membro da 'Facção Puritana'. Durante a passeata para execução do Honrado Kururugi Suzaku, Zero aparece e usa seu Geass nele dando a ordem de deixar Zero e seu grupo escaparem junto com Suzaku, este fato fato ficou conhecido como Laranja (Orange-kun). Muitas pessoas não souberam o motivo do nome e apelidaram Jeremiah de Laranja-kun (ou Orange-kun). Ordens superiores são dadas para que ele seja executado, mas Suzaku interfere e Jeremiah recomeça como um piloto cadete. Durante a operação em Narita, ele desesperadamente tenta recuperar sua honra, capturando Zero, mas Karen junto com o Knightmare Guren Mk II o impede e ele é gravemente ferido mas acaba sendo resgatado pelo grupo que fazia pesquisas com C.C, após algum tempo ele reaparece com uma espécie de Geass implantado em seu olho esquerdo a bordo de uma nave em forma de peão, causa muitos problemas a Zero mas no final é supostamente morto por C.C que o prende no fundo do oceano. Reaparece em R2 servindo a V.V, e com melhoramentos em seu corpo e com um novo tipo de geass, o antigeass, que permite cancelar o efeito de qualquer geass. Durante uma tentativa de assassinato a Zero, Jeremiah descobre que Zero é na verdade Lelouch vie Brittania filho de Marianne, a qual eternamente servia, ele diz que foi culpa dele por ter deixado Marianne morrer e acaba servindo a Lelouch, para tentar redimir-se.

#### Villetta Nu
Villetta Nu (ヴィレッタ・ヌゥ, Viretta Nū) é uma piloto de elite Knightmare Frame e subordinada de Jeremiah Gottwald, embora ela seja mais efetiva que Jeremiah em batalha. Ela não é da nobreza, mas ajuda Jeremiah e a facção Purista que ela acredita que pode se tornar uma nobre também.
Também conhecida por Ougi de Chigusa.

#### Kewell Soresi
Kewell Soresi (キューエル・ソレーシー, Kyūeru Sorēshī) é um oficial do Exército Britânico. Kewell pertence à facção dos Puristas e mantém-se ao lado de Jeremias na culpabilização de Suzaku Kururugi. Quando Jeremiah teve suas ações incompreensivas para soltar e deixar Suzaku fugir com Zero, ele lidera o resto dos oficiais numa fracassada tentativa de matar Jeremiah. Ele é morto por Kallen na Batalha de Narita.

#### Lloyd Asplund
Lloyd Asplund (ロイド・アスプルンド, Roido Asupurundo) é um conde da nobreza Britânica e desenvolvedor da elite Knightmare Frame Lancelot. Para manter-se alertado para a fragilidade dos humanos e amizades, Lloyd mergulhou no mundo da ciência e tem usado humanos como ferramentas — ele usou Suzaku, por exemplo, como um componente de uma maquina que ele pilotava. Ele tem tendência para falar mal dos outros e muitas vezes para evitar este comportamento censurado existe a Cécile Croomy, sua assistente. Prioridade para militares, ele atendeu o Imperial Colchester Institute. A Organização de Pesquisa de Lloyd, Camelot (キャメロット, Camerot), é uma divisão irregular do Exército Britânico e tem bastante permissão dada pelo Príncipe Schneizel para operar fora do comando estrutura e regulamentação das Forças Armadas Britânicas. Embora Lloyd possua certos comportamentos "afeminados", ele se tornou noivo de Milay Ashford, já que a família Ashford também foi uma criadora de Knightmare Frames, especialmente os da 4ª Geração "Ganymedes". Embora o noivado tenha durado pouco tempo.

#### Cecile Crumey
Cecile Crumey (セシル・クルーミー, Seshiru Kurūmī) é uma das desenvolvedoras do Lancelot e assistente de Lloyd. Cecile é uma mulher de bom coração e grande amiga de Suzaku, frequentemente ajuda ele com a lição de casa. Ela age com a consciência de Lloyd, não hesitando em agredir ele fisicamente ou punir-lhe com as suas observações involuntariamente rude. Cecile é uma piloto de Knightmare Frame, para comandar sozinha, deter a totalidade dos Cavaleiros Negro mandada para ocupar a Academia Ashford durante a Black Rebellion usando um Sutherland modificado com equipamentos do Lancelot. Prioridade para atuar no Exército Britânico ela estudou no Imperial Colchester Institute. Cecile é uma má cozinheira, onde ninguém que tenha um bom coração avisou a ela:: ela fez um onigiri mixado com geléia de mirtilo e sanduiches feitos com ginger, açúcar e wasabi.

#### Bartley Asprius
Bartley Asprius (バトレー・アスプリウス, Batorē Asupuriusu) é um grande general Britânico que comanda o grupo de pesquisa Code R. Depois do assassinato de Clovis, ele é despedido pelo seu ordenado Jeremiah e enviado de volta para Britania como um prisioneiro. Subsequentemente ele volta para o exército sob o comando do Príncipe Schneizel. Ele observa a transformação de Jeremiah Gottwald em um cyborg e tenta em vão parar Jeremiah quando ele acorda. Depois que V.V. recruta Jeremiah, Bartley é mandado pelo Imperador para ajudar a terminar as modificações de Jeremiah, onde ele não se sente feliz com isso. Depois de ter completado sua tarefa, ele expressa o desejo de sair, sabendo que os planos do imperador são de acabar com o mundo. Quando Cornelia confronta com ele, ele pergunta para ela ajudar a escapar.

#### Andreas Darlton
Andreas Darlton (アンドレアス・ダールトン, Andoreasu Dāruton) é um confidente e leal subordinado da Segunda Princesa Cornelia. Darlton é extremamente magro, homem com uma cicatriz diagonal por todo o seu rosto. Ele não se importa com o racismo e as pragas que existem no Exército Britânico, e faz se tornar claro que Suzaku tem eficiência em servir, o que significa um mérito em seus olhos. Ele é também um dos poucos que realmente aprova a ascensão de Suzaku na Britania. Durante a Batalha de Tokyo, Darlton desarma o Knightmare Frame de Cornelia sobre a influência do Geass de Lelouch e é seguidamente morto por canhões de Gawain Hadron.

#### Gilbert G.P. Guilford
Gilbert G.P. Guilford (ギルバート・G・P・ギルフォード, Girubāto. G. P. Girufōdo) é um fino homem, de cabelo escuro, que uma vez ficou conhecido como a 'Lança do Império'. Ele é confidente e cavaleiro pessoal de Cornelia, e comanda seus Cavaleiros Glaston. Ele inicialmente pilotou o Gloucester, ele escolheu o mais avançado modelo da segunda temporada. Ele informa Jeremiah Gottwald de seu 	
rebaixamento pouco após sua chegada, e ajudou para o fim da Black Rebellion com a ajuda de um dos Cavaleiros Glaston. Seguindo o desaparecimento de Cornelia durante a rebelião, ele fica na Área 11, lealmente aguardando seu retorno. Depois do Vice-Rei Carares ser morto na segunda temporada, Guilford serve como uma substituição temporária antes de Nunnally assumir a posição.

### Os "Knights of Rounds"

#### Kururugi Suzaku
No final da primeira temporada Suzaku encurrala Zero, e descobre que ele é Lelouch que por sua vez tenta matá-lo, mas como Lelouch usou seu Geass anteriormente em Suzaku e deu o comando para ele viver, Suzaku captura Lelouch e o leva para o Imperador, Charles di Brittania e pede como recompensa que se torne um Knight of Round, Charles aceita e Suzaku ganha o título de Knight of Seven.

#### Gino Weinberg
Gino Weinberg (ジノ・ヴァインベルグ, Jino Vainberugu) é o Knight of Three, um jovem de 17 anos de nobre ascendência. Gino vem de uma educação muito rica, e como tal, não percebe muito bem como o mundo real funciona. Entretanto, sua alegria e ser amigável ele passa a ganhar muitos amigos. Ele pegou um gosto imediato por Suzaku depois de sua nomeação para os the Knights of Rounds. Ele pilota o transformável Knightmare Frame Tristan.
Gino fica impressionado quando Kallen derrota ele e Anya juntos em sua versão atualidade de Guren Flight, notando que sua habilidade está no nível de um membro da Knights of Rounds. Ele expressou desapontamento quando não teve chance de revanche quando ela foi capturada por Li Xingke. Ele entrou na Academia Ashford com Anya para aprender a viver como uma pessoa normal.

#### Anya Alstreim
Anya Alstreim (アーニャ・アールストレイム, Ānya Ārusutoreimu) é a Knight of Six, uma garota de poucas expressões e desprovida de senso comum. Ela pilota do Knightmare Frame Mordred, onde ela entra em todas as situações que não lhe é apropriada, como no episódio 12 da segunda temporada. Anya desperta desinteresse no mundo ao redor dela, e tem pouca motivação quando alguma outra coisa no combate é dada a ela. Ela tem a convicção de ser a mais nova aos 15 anos a ser nomeada para o Knights of Rounds, e compartilha uma amizade com o jovem Suzaku e Gino. O gato de Suzaku, Arthur gosta de ficar com ela, só que ele tem mais afeto com todos, exceto com Suzaku. Para se lembrar das coisas, ela usa um celular com câmera e escreve em um blog.
Ela pilota o Knightmare Frame Mohdred, cuja especialidade é ataque pesado, e possui um triplo Hadron Cannon.

#### Nonette Enneagram
Nonette Enneagram (ノネット・エニアグラム, Nonetto Eniaguramu) é a Knight of Nine. Ela cursou a escola militar com a Segunda Princesa Cornelia, quem considera Nonette sua senior. Ela ser uma das pessoas que deixa Cornelia com medo atualmente. Seu primeiro e último nomes contem o prefixo Latim e Grego do número 9, non- e ennea- respectivamente.

#### Bismarck Waldstein
Bismarck Waldstein (ビスマルク・ヴァルトシュタイン, Bisumaruku Varutoshutain) é o Knight of One Ele é o mais forte de todos os Knight of the Rouds. Seu Knightmare Frame é o Galahad, cuja única arma é uma Espada MASER chamada Excalibur, embora seja apenas uma Espada MASER de forma diferente, nada muda em batalha. O que o faz ser o mais forte dos Rounds é seu Geass, que permite que ele preveja o "futuro imediato", algo parecido com ter um raciocínio muito rápido para prever antecipadamente os movimentos dos inimigos. No final ele é derrotado por Suzaku no Lancelot Albion, já que a velocidade do Lancelot Albion é superior à capacidade de Bismarck de contra-atacar, mesmo prevendo o futuro.

## Federação Chinesa

### Li Xingke
Li Xingke (黎　星刻, Rī Shinkū) é um oficial militar na Federação Chinesa, que disse para equilibrar Lelouch na estratégia e Suzaku na força. O filho do oficial rebaixado, Li escalou sua maneira para crescer no governo com a intenção de transformá-lo. Ele chega na Área 11 como um segurança do Consul, Gao Hai. Ele é extremamente profissional em batalha de espadas e constantemente carrega uma espada a seu lado. Ele foi piloto do Shenhu Knightmare Frame.

### Gao Hai
Gao Hai (高亥, Gao Hai) um jovem pálido e observador, que foi mandado pela Federação Chinesa para ser cônsul na Área 11. Sobre a influência do Geass de Lelouch, ele garante um abrigo para os Cavaleiros Negro dentro do consulado chinês. Li Xingke executa ele quando ele expressa que Zero é mais importante que a embaixada.

## Academia Ashford
Academia Ashford (アッシュフォード学園 Asshufōdo Gakuen) é uma academia privada Britânica em Tokyo, comandada e operada pela Fundação Ashford, uma organização filantrópica envolvendo predominantemente o auxílio a serviços educacionais, fundado pela nobre Casa Ashford. É frequentado por Lelouch e Nunnally, que sua mãe tinha uma amizade passada com os Ashfords, e lhes deram gratuitamente uma residência dentro do Clube de Estudantes do Governo dentro do campus.

### Membros do Conselho Estudantil

#### Shirley Fenette
Shirley Fenette (シャーリー・フェネット, Shārī Fenetto) é uma típica garota boa, que é excepcionalmente amiga e ama seus amigos. Ela é membro do clube de natação. Ela admite ser apaixonada por Lelouch desde a sua inscrição no campus, mas procura extremamente ter a atenção dele, o que é difícil. Ela tem um hábito de tirar conclusões antes que as pessoas possam dizer as delas, \Spoiler/quando Lelouch é questionado na segunda temporada tem sua memoria apagada pelo rei e não lembra de ter descoberto a verdadeira identidade de zero morre porque Rollo descobriu que ela tinha retordado com suas memórias

#### Rivalz Cardemonde
Rivalz Cardemonde (リヴァル・カルデモンド, Rivaru Karudemondo) é um dos amigos de Lelouch, frequentemente dirigindo para Lelouch por aí com sua moto, para ele poder jogar xadrez. Ele tem uma parte do tempo que trabalha como um bartender, e carrega um buraco, apaixonado perdidamente por Milly Ashford, especialmente quando ela anunciou que iria se casar durante uma entrevista.

#### Milly Ashford
Milly Ashford (ミレイ・アッシュフォード, Mirei Asshufōdo) é uma filha de um grande superintendente da escola, Ruben K. Ashford, e presidente do Conselho Estudantil. Milly se diverte com Shirley e gostam de descobrir sobre as fraquezas de Lelouch — assim o suficiente para mobilizar toda a escola em perseguir Arthur depois que ela suspeitou de o gato ter tirado algo precioso para ele. Ela é secretamente apaixonada por Lelouch, mas realiza a necessidade da família de ter um status de nobreza com o casamento.

#### Nina Einstein
Nina Einstein (ニーナ・アインシュタイン, Nīna Ainshutain) é introduzida como uma membro do conselho estudantil da Academia Ashford. Nina demonstra uma reação aguda, de forma xenofóbica aos Elevens e inicialmente se sente intimidada por Suzaku, quando ele chega na escola. Ela desenvolve uma intensa, até obsessiva, paixão pela Terceira Princesa Euphemia depois dela ajudá-la no traumático incidente de reféns no Hotel Central de Convenção do Lago Kawaguchi. Ela subsequentemente trata de confiar em Euphemia por apoio emocional. Lloyd Asplund está interessado na pesquisa pessoal de Nina sobre a possibilidade de usar Uranium-235 como um combustível, sempre provendo a ela alguma sakuradite para continuar a pesquisa.

### Outros personagens que vivem na Academia Ashford

#### Rolo Lamperouge
Rolo Lamperouge (ロロ・ランペルージ, Roro Ranperūji) é introduzido na segunda temporada com um estudante na Academia Ashford e irmão de Lelouch, mas é secretamente um agente britânico inteligente e assassino designado para observar Lelouch. Ele assume essa posição seguindo a memória esquecida de Lelouch no fim da primeira temporada. Ele é piloto de um Vincent Prototype. Rollo possui um poder Geass em seu olho direito que permite ele congelar alguma experiência do tempo para o tempo de todas as pessoas que ele quiser. Ele é manipulado por Lelouch para apoiar os Cavaleiros Negros. Ele parece ter se tornado dependente de Lelouch ao longo do tempo.

#### Sayoko Shinozaki
Sayoko Shinozaki (篠崎 咲世子, Shinozaki Sayoko) é uma mulher japonesa de grande coração que serve como uma ajudante nas tarefas na casa de Lelouch. Ela foi originalmente ajudante pessoal de Milly Ashford, mas foi transferida para Lelouch e Nunnally quando eles foram colocados sobre os cuidados dos Ashfords. Ela relativamente começa aparecendo em contraste com sua posição como a 37ª sucessora da Escola Shinozaki de artes marciais. Ela é super habilidosa em artes marciais e tem muito talento. Ela tem algumas Kunai em suas coxas e também carrega bombas de fumaça. Ela é apontada como uma super-ajudante em seu perfil oficial.
Sayoko toma conta de Nunnally toda vez que Lelouch não está por perto. Ela mais tarde trabalha para Diethard Reid como uma espiã para os Cavaleiros Negros, e escapa da captura durante a Rebelião Negra por ser levada pela Federação Chinesa com Diethard e outros membros. Lelouch revela sua identidade secreta na segunda temporada, e ela revela sua identidade a ele na segunda temporada, e ela toma conta em dobro de Ashford quando ele não está.

#### Arthur
Arthur (アーサー, Āsā) é um gato que a Terceira Princesa Euphemia se apegou depois dela ter chegado na Área 11. Arthur mais tarde é perseguido por toda a escola por razões de todo o corpo estudantil após o Lamperouge deixar em sua casa a sua mascara, e Arthur a pegou e escapou. Os estudantes do conselho adotaram ele e construíram uma casa para o gato na sala do conselho.

## Pessoas de Formação Japonesa

### Genbu Kururugi
Genbu Kururugi (枢木 ゲンブ, Kururugi Genbu) é pai de Suzaku, o último primeiro-ministro do Japão, e que acolheu Lelouch e Nunnally Lamperouge durante os seus 7 primeiros anos. Quando a Britania iniciou sua invasão ao Japão, Genbu recusou se render, preferindo resistir a Britania. Dizem na mídia que ele tinha se suicidado, em ordem de parar a guerra que a Britania causou, mas foi revelado que ele foi morto por seu próprio filho.

## Outros

### Mao
Mao (マオ) originalmente era um garoto orfão de origem chinesa, em meio a tanta desgraça em sua vida ele conhece C.C, uma garota bela e misteriosa que faz um contrato com ele (assim como posteriormente faz com Lelouch), o poder de seu Geass, permite que ele leia pensamentos da mente e do coração das pessoas, no entanto seu Geass não pode ser desativado e ele ouve qualquer pensamento num raio de aproximadamente de 500m. Essa consequência faz ele tornar-se possessivo quanto a C.C, a única de quem não consegue ouvir os pensamentos; percebendo isto, ela o abandona. Mesmo assim ele continua a persegui-la até chegar na Área 11, onde depois de sequestrar Nunnally é morto por C.C.

### V.V.
V.V. (ヴイ・ツー, Vui Tsū) é um garoto misterioso de cabelo loiro longo mais do que seu corpo. Ele lidera o Geass Directorate, uma organização secreta que estuda e produz usuários de Geass. O quartel da organização muda a cada novo líder, e na presente situação numa região desértica da Federação Chinesa, V.V. sucede C.C. como o líder da organização.
V.V., como C.C., é aparentemente imortal e pode conceder a outros os poderes do Geass. É responsável pelo transporte de Lelouch, Suzaku, Kallen, e Euphemia a Kaminejima durante a primeira temporada. Imediatamente na Batalha de Tokyo, ele aparece antes de Suzaku e explora a natureza do Geass. Ele subsequentemente sequestra Nunnally, resultando no abandonamento de Lelouch no comando dos Cavaleiros Negros.
Na Segunda Temporada, V.V. é revelado para o Imperador que é seu irmão gêmeo e esta trabalhando com ele para derrotar os deuses que fazem humanos lutarem entre si mesmos.
No final da segunda temporada Charles Di Britannia revela que V.V. era o verdadeiro assassino de Marianne Vi Britannia.